# Pas de Tanggula
El Pas de Tanggula (Xinès tradicional: 唐古拉山口; Xinès simplificat: 唐古拉山口; pinyin: Tánggǔlā Shānkǒu) és un pas muntanyenc a Tanggula entre el Tibet i la Xina que està situat al voltant dels 5.000 metres d'altitud. Al nord del pas hi ha el petit poble de Wenquan.
L'autopista de Qinghai-Tibet arriba al punt més alt a 5231 m sobre el nivell del mar aquí. El 24 d'agost de 2005 s'hi va construir el Ferrocarril de Qingzang a 5072 metres, també conegut com a ferrocarril Qinghai-Tibet. En aquest punt s'hi va construir l'Estació de ferrocarril de Tanggula, la més alta del món, però que no dona servei. Aquesta línia connecta Xining, Qinghai amb Lhasa, Regió Autònoma del Tibet ambdués a la Xina. Els 1.080 km de la secció de Golmud a Lhasa es va obrir l'1 de juliol de 2006. Aquest tren porta oxigen de suport per als passatgers.